# Phillips County, Colorado
Phillips County är ett administrativt område i delstaten Colorado, USA, med 4 442 invånare. Den administrativa huvudorten (county seat) är Holyoke.

## Geografi
Enligt United States Census Bureau så har countyt en total area på 1 781 km². 1 781 km² av den arean är land och 0 km² är vatten.

### Angränsande countyn
- Sedgwick County, Colorado - nord
- Perkins County, Nebraska - nordöst
- Chase County, Nebraska - öst
- Yuma County, Colorado - syd
- Logan County, Colorado - väst